# Mobula munkiana
Mobula munkiana là một loài cá thuộc họ Mobulidae. Chúng được tìm thấy ở Colombia, Costa Rica, Ecuador, El Salvador, Guatemala, Honduras, México, Nicaragua, Panama, và Peru. Các môi trường sống tự nhiên của chúng là shallow seas and subtidal aquatic beds.